# Starfield
Starfield est un jeu vidéo de rôle de science-fiction développé par Bethesda Game Studios et édité par Bethesda Softworks. Il est annoncé à l'E3 2018 et sort le 6 septembre 2023 sur Microsoft Windows et Xbox Series.

## Synopsis
En 2050, l'humanité explore pour la première fois la planète Mars. En 2159, l'Union coloniale (UC) se forme. La colonie New Atlantis est construite en 2160 et devient la capitale de l'UC en 2161. En 2189, une nouvelle alliance, la Confédération Liber Astra, se forme. 
Ces deux factions s'affrontent durant deux guerres : la Guerre de Narion entre 2196 et 2216 puis la Guerre coloniale entre 2308 et 2311.

## Système de jeu
Starfield est un jeu de rôle et d'action à vocation relativement réaliste se déroulant dans un univers de science-fiction. Le producteur exécutif Todd Howard indique que l'équipe s'est rendue dans les locaux de SpaceX pour apporter de l'« authenticité » au jeu. Il évoque par exemple la propulsion nucléaire utilisant de l'hélium 3.
Dans cet univers, le vol spatial en est encore à ses débuts et reste dangereux. Plus de 1 000 planètes peuvent néanmoins être explorées.
Le personnage jouable est créé par le joueur, qui peut également lui choisir un passé et des traits de caractère.
Les joueurs peuvent alterner entre la vue à la première personne et celle à la troisième personne.

## Développement

### Production
Selon Todd Howard, les premières idées de Starfield sont mises sur papier vers 2012 et son développement démarre vraiment à la fin de celui de Fallout 4, en 2015. Starfield est annoncé lors de l'E3 2018 ; c'est alors la première fois en 25 ans que Bethesda annonce une nouvelle licence. 
Le jeu est développé avec le moteur de jeu Creation Engine 2, une version améliorée du Creation Engine, déjà utilisé sur The Elder Scrolls V: Skyrim ou Fallout 4. Selon Nate Purkeypile, ancien directeur artistique chez Bethesda, l'emploi de ce moteur plutôt que l'Unreal Engine d'Epic Games a retardé la sortie de Starfield, à cause du temps de développement particulièrement long pour les animations et certains processus de rendu.
La bande-son est composée par Inon Zur, qui a notamment créé la musique des Fallout depuis le troisième opus. En août 2023, le groupe de pop rock Imagine Dragons publie une chanson intitulée Children of the Sky, en collaboration avec Inon Zur, pour la promotion du jeu.
Le rachat de ZeniMax Media, société mère de Bethesda, par Microsoft est annoncé le 21 septembre 2020 et, lors de l'Electronic Entertainment Expo 2021, le jeu est annoncé comme étant exclusif à la Xbox Series et à Microsoft Windows, lors de sa sortie alors prévue le 11 novembre 2022. 
Le 12 mai 2022, Bethesda annonce que Starfield est reporté au premier semestre 2023. Le 8 mars 2023, la date de sortie est annoncée au 6 septembre 2023.

### Commercialisation
La sortie de Starfield s'inscrit dans le cadre du calendrier de l'éditeur Microsoft, qui a fait l'acquisition de ZeniMax Media et donc de Bethesda Game Studios en 2021, et qui fait du jeu d'exploration spatiale sa seule grosse exclusivité pour marquer la seconde moitié de l'année 2023. Certains spécialistes du secteur voient dans l'échec commercial et critique de Redfall, une autre production du groupe ZeniMax sortie en mai 2023 face à de hautes attentes, le signe préoccupant que Microsoft ne parviendrait pas à créer par soi-même des marques vidéoludiques, seulement à en racheter une fois leur succès déjà fait. Dans la concurrence de Microsoft avec Sony et Nintendo, cet échec au premier semestre 2023 augmenterait ainsi l'enjeu de Starfield.

## Accueil

### Critiques
Starfield reçoit à sa sortie un accueil critique « généralement favorable », l'agrégateur Metacritic lui donnant 85/100 sur PC et 83/100 sur Xbox Series X  fin 2023.